# 王必成 (解放军)
王必成（1912年2月29日—1989年3月13日），男，湖北麻城人，中国人民解放军中将。

## 生平

### 早年生涯
王必成是湖北麻城乘马岗人。1926年参加农民运动，1927年参加农民义勇队。1928年在家乡参加少先队、赤卫队。同年加入中国共产主义青年团。1929年参加中国工农红军，任红一军第1师2大队大队部勤务员、传令兵，第10师3团交通队通讯班长、队长。1930年转入中国共产党。1931年冬起，任红四方面军第四军第10师3团3营8连副连长、连长。1932年春起，任红四方面军第10师3团3营9连指导员、3营营长。参加鄂豫皖苏区反围剿作战，后随军西征入川。
1933年7月，任红三十军第88师263团1营政治委员。1934年11月，任红三十军第89师265团副团长，参与万源保卫战。1935年5月，任红三十军89师267团团长，参与长征。同年11月，改任红三十军89师267团政治委员。1936年春，任红三十军89师副师长。1936年7月入红四方面军红军大学学习，11月起为延安中国人民抗日军政大学三期三队学员。

### 抗日战争时期
1938年，王必成到新四军，任第一支队二团参谋长。1938年6月，任二团团长，开辟江南抗日根据地。1940年7月，任新四军苏北指挥部第二纵队司令员，开辟苏北抗日根据地。1940年10月，参与黄桥战役，歼灭国军八十九军。皖南事变后，任新四军第一师二旅旅长，参与讨伐李长江战役和盐阜苏中战役。1942年11月，兼任苏中军区第二军分区司令员。
1942年12月，王必成率部南渡长江。1943年1月，第二旅编入第十六旅，任第十六旅旅长，独力坚持江南抗战。1944年2月，兼任苏皖军区司令员。1945年1月，第十六旅改编为新四军苏浙军区第一纵队，王必成任司令员。1945年2月-6月，参与天目山战役。1945年8月，率部对日军发起反攻，占领金坛、溧阳、溧水、高淳等县城，直逼南京近郊。

### 第二次国共内战时期
1945年10月，苏浙军区主力撤至长江以北。11月，组建华中野战军，王必成任第六纵队司令员。1946年，任华中野战军第6师副师长，参与苏中战役。1946年11月，王必成率第6师守卫涟水，阻击国军整编七十四师。新四军成功击退了国军第一次攻势，然而在第二次攻势中国军攻占涟水。虽涟水失守，但王必成在涟水的阻击战予整编七十四师以重大杀伤，策应了宿北战役的进行。
1947年1月，王必成任华东野战军第六纵队司令员。2月，参与莱芜战役，攻占吐丝口，经3昼夜激战，给国军主力以惨重杀伤。同年5月，华东野战军在沂蒙山区进行运动作战，引起整编第七十四师突进，华野决定围歼该部。粟裕安排第六纵队预伏鲁南，然后，长途快速奔袭垛庄，切断了整编七十四师的后路，完成合围。张灵甫部被限制于孟良崮地区，华野随即发动总攻，即孟良崮战役。随后，王必成参与对孟良崮的围攻，歼灭整编七十四师。
同年6月底，陈士榘、唐亮率领华东野战军一、四、六纵队出击鲁南。9月，王必成参加沙土集战役。月底，进军豫皖苏边区，攻克亳县、界首、阜阳、新蔡等城。12月，在平汉、陇海路破击战中，于毫县、鹿邑、太康地区担任阻援。1948年2月，攻占兰考县城，全歼国军第119旅，后进至濮阳地区进行新式整军运动。6月，参加豫东战役，先在兰考以东阻援，后参加围歼国军区寿年兵团。9月，参加济南战役，在鲁南准备阻援。同年冬，参加淮海战役，先后担任围歼黄百韬兵团和南下蚌埠以北阻援作战任务。
1949年2月，第六纵队整编为中国人民解放军第三野战军第24军，王必成任军长。4月，参与渡江战役，在郎溪、广德地区参与围歼国军四个军大部及两个军一部，后率部承担卫戍南京的任务。1949年6月，第24军北上山东，参与攻占青岛和长山列岛的战役。

### 中华人民共和国成立后
1949年8月，王必成任第7兵团兼浙江军区副司令员。1951年1月，在中国人民解放军军事学院高级系学习。1952年7月，任浙江军区司令员，曾任中共浙江省委常委。1953年4月，王必成入朝作战，任中国人民志愿军第9兵团副司令员、代司令员，参加了朝鲜东海岸1953年春反登陆作战准备和金城战役。荣获朝鲜民主主义人民共和国一级自由独立勋章。1954年，在南京中国人民解放军军事学院高级系学习。1955年9月，任上海警备区司令员，被授予中将军衔，获一级八一勋章、一级独立自由勋章、一级解放勋章。1956年7月，任上海市委常委。1958年，在批判粟裕的军委扩大会议上，王必成说：“主持会议的同志指示我，要我揭发大阴谋家粟裕。我跟随粟裕作战多年，对他的‘大’和‘谋’深有体会。记得济南战役尚未结束，他就向毛主席建议进行淮海战役，这个‘谋’有多大，我是小人物，不敢评论，也没有资格评论，但是毛主席他老人家很清楚；至于‘阴’的一面，我不知道，也没有体会。”
1960年5月，任南京军区副司令员。1969年12月，任昆明军区第一副司令员、军区党委常委。1970年12月谭甫仁遇刺身亡后，1971年6月王必成就任中国人民解放军昆明军区司令员、中共云南省委第二书记，云南省革命委员会第一副主任、副主任。1977年8月，任中共中央军委委员。1979年1月，中越战争前夕，王必成与杨得志对调任武汉军区司令员。1980年1月，任中国人民解放军军事科学院副院长。1982年9月，在中国共产党第十二次全国代表大会上被选为中央顾问委员会委员。1988年获一级红星功勋荣誉章。1989年3月13日，王必成在南京逝世。

## 家庭
- 夫人：陈瑛（1918年8月－2022年5月4日），原名朱怀玉，江苏南通人，曾任江苏省卫生厅副厅长。
- 女儿：王苏炎（1942年7月15日－），中国人民解放军大校。

1941年，王必成（时任新四军一师二旅旅长）经苏中区党委书记兼新四军苏中军区政委陈丕显介绍，与陈瑛（时任苏中地区兴化六区区委书记）结婚。